# Културни центар Војводине Милош Црњански
Културни центар Војводине Милош Црњански јесте културна установа која се налази у градском центру Новог Сада. Задатак центра је да негује и промовише савремене културне стратегије, савремену културну и уметничку продукцију, истражује могућности примене и развоја нових културних модела у Војводини заснованих на међународној сарадњи и интеркултуралном дијалогу. Име носи по прослављеном српском писцу, Милошу Црњанском.

## Историјат
Културни центар Војводине Милош Црњански настао је преименовањем Завода за културу Војводине. Под новим називом, делује од 28. децембра 2018. године, одлуком оснивача Скупштине Аутономне Покрајине Војводине.
Завод за културу Војводине основала је Скупштина АП Војводине 10. јула 2003. године, а потреба за његовим оснивањем је једним делом била повезана и са престанком вишедеценијског рада културно-просветних заједница које су одлуком Републичког министарства културе и медија скинуте са буџетског финансирања.
Тадашњи покрајински секретар за образовање и културу, Золтан Буњик, образлажући предлог за оснивање нове институције, рекао је да у вишенационалној и мултикултурној Војводини не постоји установа која се свестрано бави проучавањем културе те Завод за културу Војводине, по одлуци Оснивача, треба да се бави научним, стручним, развојним и примењеним истраживањима у овој области, те менаџментом, продукцијом и туризмом у култури, као и организовањем културно-уметничких манифестација. У Одлуци о оснивању, наведене су и друге активности Завода за културу Војводине као што су: брига о баштини и језику народа, националних и етничких заједница у Војводини, о аматерском стваралаштву, о промоцији једнакости државних, приватних и грађанских иницијатива у области културе и др, а истакнуте су и активности на међународној сарадњи као и усклађивање и развијање домаћих норматива са европским стандардима.
Као делатности Завода за културу Војводине, истакнуте су и неговање мултикултуралности и интеркултуралности на подручју Војводине, као и успостављање веза и сарадње установа културе организација и појединаца у АП Војводини са међународним установама и организацијама (Савет Европе, Пакт за стабилност Југоисточне Европе, Европска унија, УНЕСКО и др.).

### Директори установе
- Душан Вујичић (2003—2005),
- Весна Шијачки (2005—2007),
- Тибор Вајда (2007—2013),
- Владимир Копицл (2013—2016),
- Смиљана Влајић (2016—2021),
- Ненад Шапоња (2021—сада), тренутни директор Културног центра.

## Пројекти

### Развојно-истраживачки пројекти
Област Развојно-истраживачки пројекти, у оквиру Културног центра, за свој примарни циљ има да, укључивањем заједнице и стручне јавности у своје пројекте, систематски учествује, прати и прикупља, бележи и чува податке о културним дешавањима на територији Војводине и дугорочно, теоријски и емпиријски истражује различите облике културног живота (аматеризам, савремено стваралаштво, традиционална култура, мултикултуралност, културни менаџмент, међународна сарадња), како би се обезбедили релевантни увиди неопходни за стратешко промишљање развоја културе у Војводини и формирала активна база података неопходна за сваку врсту анализе и архиве. Организовањем пројеката који имају за циљ да подстичу и развијају контакт са свим релевантним чиниоцима те постављају питања и дебате из свих области које се тичу развоја културне заједнице, Културни центар се активно укључује у рад и афирмацију свих елемената културног и јавног живота.

### Продукцијски пројекти — Креативна сцена Војводине
Промоција уметничког рада и деловања кроз реализацију концертне праксе, свих видова уметничког стваралаштва и израза како савременог тако и традиционалног, промовисање и представљање дела домаће и светске литературе, интерактивног аспекта уметника и публике, јачање креативног стваралаштва и подизање квалитета укупног културног програма у Војводини.
Пројектна активност се односи на све облике презентације уметничког рада свих видова уметности — визуелне, музичке, музичко сценске и мултимедијалне као и подршку аматеризму кроз отварање могућности представљања најбољих програма овог домена. Обавезан пратећи аспект је и формирање архиве кроз аудио визелну и фото документацију која остаје као трајни сведок деловања, стваралаштва и општег културног миљеа у данашњем времену.
Такође, један део активности је усмерен на промовисање савременог стваралаштва и активну сарадњу са уметницима и извођачима у земљи и иностранству. Посебан акценат је на афирмацији, доступности и видљивости стваралачко-уметничке праксе Војводине у земљи, региону и шире, а у складу са капацитетима Културног центра.

## Издавачка делатност
У оквиру богате издавачке делатности Културног центра Војводине „Милош Црњански“, поред монографија и појединачних издања са врхунским делима војвођанских аутора у области филозофије, књижевности, критике, теорије и других дисциплина духа, постоји и часописна продукција у којој се на годишњем нивоу објављују Нова мисао – часопис за савремену културу Војводине (квартално) и Интеркултуралност – часопис за подстицање и афирмацију интеркултуралне комуникације (два пута годишње), затим зборници и друге публикације везане за пројекте на годишњем и вишегодишњем нивоу, као и објављена дела савременог стваралаштва на носачима звука и слике (CD, DVD).

## Награде Културног центра

### Годишње награде
Културни центар додељује годишње награде у циљу указивања и афирмисања истинских вредности, као и стваралачких резултата у култури и уметности. Од 2017. године, ову награду добијају појединци за остварене резултате у текућој години. У оквиру својих годишњих награда, Културни центар додељује следеће:
- Искре културе, за савремено стваралаштво младом аутору/ауторки до 35 година из свих области културног стваралаштва;
- Медаља културе за мултикултуралност и интеркултуралност, која се додељује у области очувања и развијања вишејезичности и културне баштине националних заједница које живе на територији АП Војводине и доприносе међусобном уважавању и бољем упознавању различитих култура у Покрајини;
- Медаља културе за очување културног наслеђа, која се додељује појединцу за допринос у истраживању, коришћењу и заштити духовне и материјалне културне баштине у АП Војводини;
- Медаља културе за животно дело, тј. за укупно стваралаштво/рад која се додељује појединцу за дугогодишње континуирано уметничко стваралаштво.

Годишње награде Културног центра су најрепрезентативније награде које се у АП Војводини додељују у области уметности, а досадашњи добитници су им током протеклих година учврстили кредибилитет. О добитницима награда по појединачним категоријама одлучују чланови комисија, у складу са Правилником.
Ближа мерила и критеријуми утврђени су посебним Правилником о додели годишњих награда, а оне се лауреатима додељују у децембру месецу текуће године, на посебној свечаности коју Културни центар организује у холу Владе АП Војводине.

### Књижевна наградаМилица Стојадиновић Српкиња
У оквиру манифестације Књижевни сусрети Милици у походе, која се одржава од 1994. године, установљена је књижевна награда Милица Стојадиновић Српкиња, коју су, између осталих, добили еминентни књижевни ствараоци: Флорика Штефан, Мира Алечковић, Јара Рибникар, Танасије Младеновић, Бошко Петровић, Матија Бећковић, проф. др Мирослав Егерић, проф. др Јелка Ређеп, Милан Ненадић, Благоје Баковић, Вида Огњеновић и други, а од 2009. године, ова награда се додељује искључиво „песникињи за књигу поезије, објављену на српском језику, између две манифестације Књижевни сусрети Милици у походе”.
Од када су промењене пропозиције, од 2009. године, награду су добиле наше познате песникиње. Оне су, уз новчани део награде, оствариле право да нову збирку поезије, или избор из поезије, објаве у едицији „Добитница књижевне награде Милица Стојадиновић Српкиња” Културног центра.
У циљу остварења и јачања родне равноправности, кад су у питању књижевна признања, награда Милица Стојадиновић Српкиња, додељује се, од 2009. године, само песникињама. Културни центар, по правилнику о додели ове књижевне награде, расписује конкурс, а о најбољој збирки поезије одлучује жири стручњака који чине еминентни књижевни критичари.
Манифестација Милици у походе организује се у просторијама Културног центра у месецу октобру текуће године. На свечаности се уручује награда Милица Стојадиновић Српкиња, представља се лауреаткиња и њен целокупни опус као и награђена збирка поезије. Такође, у оквиру манифестације се организује и промоција збирке поезије прошлогодишње лауреаткиње коју Културни центар објављује у едицији „Добитница књижевне награде Милица Стојадиновић Српкиња” у оквиру издавачке делатности Културног центра.

### НаградаМедијакулт
Културни центар Војводине Милош Црњански од 2013. додељује награду Медијакулт која има за циљ да афирмише и подржи креативно ТВ стваралаштво у области културе, унапреди сарадњу Културног центра с медијским кућама у Војводини и допринесе унапређењу интеркултуралне комуникације на овом простору.

#### Добитници НаградеМедијакулт
- 2013 — Ивана Петровић
- 2014 — Нада Зорић
- 2015 — Сташа Јамушаков
- 2016 — Борислав Хложан
- 2017 — Светлана Миљанић
- 2018 — Рожа Анико
- 2019 — Владимир Бајић
- 2020 — Жолт Херцег
- 2021 — Борислав Хложан
- 2022 — Милан Белегишанин, за ТВ емисију Вилењак у продукцији Општине Беочин / РТВ и
  - Диана Ђурић (Будимпешта), Специјална награда за ТВ емисију Бисери Епархије Будимске – Манастир Грабовац.[8]